# 足利家時
足利 家時（あしかが いえとき）は、鎌倉時代中期の鎌倉幕府の御家人である。足利宗家第6代当主。太郎。室町幕府初代将軍足利尊氏は孫に当たる。

## 生涯
生年については諸説ある（後述）。父は足利頼氏、母は上杉重房の娘。

### 当主としての活動
家時の活動の初見は文永3年（1266年）4月24日に被官倉持忠行に袖判下文を与えたことである（田中説に従えばこの時7歳程度であったことになる）。
文永6年（1269年）、氏寺である足利鑁阿寺に寺規を定めるなど同寺の興隆に力を注いでいる。寺規を定めるといった行為は家督交替の直後に行われることが多いことから、1266～1269年の間に伯父の家氏が亡くなり、それに伴って家時が名実ともに足利家当主となったとされる。
文永10年（1273年）、北条時茂の娘との間に嫡男（足利貞氏）を儲けたとされる（『尊卑分脉』の没年から逆算）。『足利市史』は、建治3年（1277年）頃という見解を記している。
同年（文永10年）、高野山金剛三昧院の僧法禅と所領を巡って訴訟となって争い、弘安2年（1279年）に敗訴している。この為か、幕府に対して批判的になっていったといわれる。その一方で、この裁判の過程で作成された建治2年（1276年）に幕府が作成した裁許状案の文中に「足利式部大夫家時」とあり、当時17歳であった家時が既に式部大夫（従五位下式部丞）であったことが注目される。仮に17歳で叙爵されたとしても、同時期の武家では北条分家の有力者赤橋義宗と同年齢で叙爵を受けていたことになる（これより早いのは北条時宗・宗政兄弟のみ）。
更に弘安5年（1282年）11月、伊予守に補任されている。このとき23歳であり、武家の国守補任においては15歳で相模守となった時宗を例外とすれば最も若かった。しかも、武家での伊予守補任は源義経以来で、家時の後も鎌倉時代を通じて北条一門の甘縄顕実のみで、当時の元寇に際して有力武家である足利氏の協力が必要という背景があったとしても、幕府からは破格の厚遇を受けていたとする指摘もある。
建治元年（1275年）の六条八幡新宮造営の負担金は、北条氏に次ぐ金額（二百貫）を割り当てられている。

### 自害
弘安7年（1284年）6月25日に死去したとされる（後述）。死因は自害。
法号は報国寺殿義忍。墓所は、鎌倉の報国寺という。同寺の創建は建武年間（1334年〜1337年）であり、開基は上杉重兼とされている。
この頃、鎌倉幕府内では執権時宗の公文所執事（内管領）であった平頼綱と、御家人の実力者であり幕府の重臣であった安達泰盛の争いが激化し、時宗没後の弘安8年（1285年）11月には霜月騒動と呼ばれる武力衝突が起こって泰盛は敗死。以後、頼綱の専制政治が始まる。足利氏は泰盛に接近し、霜月騒動では一族吉良氏の足利上総三郎（吉良満氏?）が泰盛に与同しており、家時もこれに連座して自害したとの説もあった。だが、その前年である弘安7年（1284年）7月26日に橘知顕が伊予守に補任されている（『勘仲記』同日条）のは、それまでに前任者の家時が亡くなり闕官となっていたものが補われたものと見るべきであり、前掲「滝山寺縁起」温室番帳によってその1ヶ月前となる6月25日に亡くなったと考えられている。
家時の死の背景について本郷和人は、泰盛の強力な与党であった北条一門佐介時国（家時の義理の外叔父）の失脚に連座・関連して自害したのではないかとする説を提示している。一方で田中大喜は、家時は将軍源惟康に近侍して執権時宗と結びつけた側近的存在であり、元寇を受けて強まった「源氏将軍」を待望する空気の高揚を嫌い、時宗に殉死することで得宗家への忠節を示し、これにより鎌倉幕府最末期まで足利氏が（排除されることなく）北条得宗家に重用される一因になったとする説を提示している。それに対して、鎌倉時代後期の「源氏将軍観の高揚」としてあげられる事例はいずれも源氏であるというよりは源頼朝の後継者であることが将軍の条件とされており、鎌倉時代後期に起こっていたのは「頼朝の権威上昇」であって「源氏将軍観の高揚」は起こっていなかったとする見解もある。

## 生没年および享年に関する研究史
家時の生没年や没年齢（＝享年）については諸説ある。
1. 『尊卑分脉』の家時の傍注では「早世廿五才」（享年25）とする（生没年については明記なし）。
2. 『続群書類従』所収「足利系図」では、文保元年（1317年）6月25日に切腹（享年35＝逆算すると弘安6年（1283年）生まれ）とする。
3. 「新田足利両家系図」や鑁阿寺位牌では命日を延慶2年（1309年）2月21日とする。
4. 『蠧簡集残編 六』所収「足利系図」（東京大学史料編纂所架蔵謄写本）では、「弘安七年廿五日薨、廿七歳」〔原文ママ〕とする（没月が不明だが、逆算すると正嘉2年（1258年）生まれ）。
5. 「滝山寺縁起」温室番帳に「同（六月）廿五日 足利伊予守源ノ家時、弘安七年逝去、廿五歳、」とあり [17]、逆算すると文応元年（1260年）生まれ。

まず、臼井信義の説（1969年）に基づいて記述する。嫡男の貞氏については、元弘元年（1331年）9月5日に59歳で亡くなったとする『尊卑分脉』の記載により文永10年（1273年）生まれと分かるので、2の説を採った場合は子の貞氏が親の家時よりも10年も早く生まれたことになって矛盾する。その他、2の没年月日に1の享年25を採用した場合は家時が永仁元年（1293年）生まれ、3の説を採用した場合は建治元年（1275年、享年35の場合）または弘安8年（1285年、享年25の場合）生まれとなるので、いずれでも矛盾する。また、現存する古文書によって家時の活動期間をおおよそ文永6年（1269年）～弘安6年（1283年）と推定できるので、このことも生没年や生きた年代を特定する根拠となる。そして、当主としての文書発行の年齢を考えた時、文永6年の段階で15歳と仮定すると建長7年（1255年）生まれとなるので、享年35とした場合は正応2年（1289年）死去となる。正応2年は将軍・惟康親王が廃されて次の久明親王が鎌倉へ迎えられた年であり、臼井は家時の死（自殺）をこれに関連したものと推測した。
その後の小谷俊彦の説（1977年）では、弘安7年（1284年）7月26日（広橋兼仲の日記『勘仲記』による、後述参照）から史料上での貞氏の初見である永仁2年（1294年）までに家時の死およびそれに伴う当主交代があったと推定された。その間、弘安9年（1286年）3月2日に足利氏の執事・高師氏（高氏、法名：心仏）の奉書が発給されており、その他の執事奉書とは違って足利氏当主の袖判がないが、これは足利氏当主が年少でまだ自身の花押を有していなかったからであると考えられる。従って、家時の没年月日は弘安7年7月26日から同9年3月2日の間に推定することができ、その間弘安8年（1285年）に起きた霜月騒動に連座して亡くなったと推測される。
以上のような小谷説はその後、足利家準菩提寺の滝山寺（三河国額田郡）に残る「滝山寺縁起」の、正安3年（1301年）に貞氏が亡父の17年忌法要に際して滝山寺へ額田郡内の所領を寄進して如法堂を建立したとする記録によってその正確性が証明された。これが、「滝山寺縁起」を信憑性の高いものと認定し、その記載により弘安7年6月25日（1284年8月7日）に25歳で亡くなったとする、5の説（新行紀一による）である。これについては、『勘仲記』同年7月26日条の段階で橘知顕が伊予守に補任されていることが確認でき、これは前任者の家時がこの時までに亡くなったからであるとのことで、前述の臼井による正応2年（1289年）死去説は否定された。新行の弘安7年死去説は、のちに前田治幸らにも採用されて、最新の説となっている。
尚、従来までは2の文保元年（1317年）死去説が通説であったが、2の没年月日は『蠧簡集残編 六』所収「足利系図」（4と同史料）における家時の孫（貞氏の子）・高義のそれにほぼ一致しており混同したものとみられる。

## 北条氏との関係
家時の母は頼氏の側室であったと考えられ、源頼朝の重臣であった足利義兼以来の北条氏の娘を母としない足利氏当主となった（父・頼氏の正室については今までは不明であったが、北条氏の傍流佐介時盛の娘であるとする系譜が発見されている）。
足利氏の歴代当主は、代々北条氏一門の女性を正室に迎え、その間に生まれた子が嫡子となり、たとえその子より年長の子（兄）が何人あっても、彼らは皆庶子として扱われ家を継ぐことができないという決まりがあったが、正室（北条時盛の娘）が子を生む前に早世した頼氏の跡は、その庶子であった家時が家督を継いだ。
これまでの足利嫡流家歴代当主の諱は足利義氏以来、泰氏が北条泰時からの偏諱、頼氏が北条時頼からの偏諱に通字の「氏」を付けるといったように、「北条氏得宗家当主の偏諱＋「氏」」で構成されていたのに対して家時に「氏」が付かないのはこのためであると主張する説があるが、代わりに用いられた「時」の字は北条氏の通字であり、やはり北条氏から偏諱を受けたものであるとも考察されている。ただし、通常は目上の人から受けた偏諱の字は「時○」のように頭に持って来るべきものであり、時宗からの偏諱では無いという説もある。一方の「家」の字については正確には不明であるが、頼氏の死後家時の成長まで当主代行を務めていた伯父（頼氏の兄）・斯波家氏からの偏諱と考察する説がある。

## 置文伝説
今川貞世（了俊）の著作である『難太平記』（応永9年（1402年））によれば、足利氏には、先祖に当たる平安時代の源義家が書き残したという、「自分は七代の子孫に生まれ変わって天下を取る」という内容の置文が存在し、義家の七代の子孫にあたる家時は、自分の代では達成できないため、八幡大菩薩に三代後の子孫に天下を取らせよと祈願し、願文を残して自害したという。二代後の子孫たる足利尊氏・直義兄弟はこれを実見し、貞世自身もその置文を見たことがあると記している。
尊氏と直義は元弘の乱で鎌倉幕府を滅ぼして、後醍醐天皇の建武政権樹立に多大な貢献をしたものの、最後の得宗北条高時の子北条時行が中先代の乱を起こして鎌倉を占拠したが、その後に紆余曲折から後醍醐との対決である建武の乱に発展し、室町幕府を樹立することになった。そして、足利方の有力武将である貞世の証言であることから、かつては家時の願文が幕府樹立の動機とも考えられていた。しかし、20世紀半ば以降、この説はほとんど支持されていない。
家時が執事高師氏に遣わした書状を、師氏の孫で尊氏の執事となった高師直の従兄弟である高師秋が所持しており、直義がこれを見て感激し、師秋には直義が直筆の案文を送って正文は自分の下に留め置いた、という直義の書状が残っているため、「家時の置文」そのものの実在は確実である。しかし、直義がこの置文を見たのは建武の乱から15年後であるため、これが挙兵の動機であるとは考えにくい。
また、「家時の置文」の内容自体も、貞世の主張する「天下を取れ」というものとは別物だったと考えられている。「足利氏は源氏嫡流である」という認識は、室町幕府成立後に、幕府が正当性を高めるために行った工作によって広まったものであり、貞世が語る義家・家時の天下取り伝説も、その源氏嫡流工作の一環であるとするのが有力である。

## 関連作品

### テレビドラマ
- 『太平記』（1991年） - 演：小形竹松

第9話における足利貞氏の回想では、自害に際しては腰刀を用いて切腹したという描写になっており、貞氏の台詞では「（自ら）腹を切り裂かれた」となっている。
- 『北条時宗』（2001年） - 演：内山昂輝→俊藤光利